# Вековна букова гора (защитена местност)
Вековната букова гора е защитена местност в землището на село Граница, община Кюстендил, област Кюстендил, на площ от 1,30 хектара.
Обявена е за защитена местност със Заповед No 420 от 14 ноември 1995 г.
С цел опазване на буковата гора на територията на защитената местност се забранява: строителство, разкриване на кариери, изземване на инертни материали, корекция на речните корита, както и други дейности, променящи естествения облик на местността или водния ѝ режим; извеждане на реконструкционни сечи и залесяване с неприсъщи дървесни видове; увреждане, изкореняване и унищожаване на естествената растителност, бране на цветя за букети, събиране на билки; пашата на кози; както и замърсяване с битови, промишлени и строителни отпадъци.
Защитената местност е в територията на Държавно ловно стопанство „Осогово“ - гр.Кюстендил.